# Aeroporto Internazionale di Beirut-Rafic Hariri

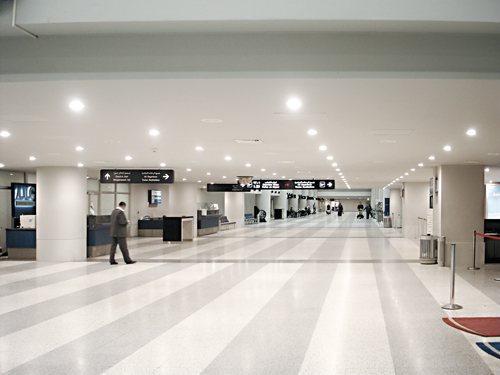
L'interno del Terminal Passeggeri

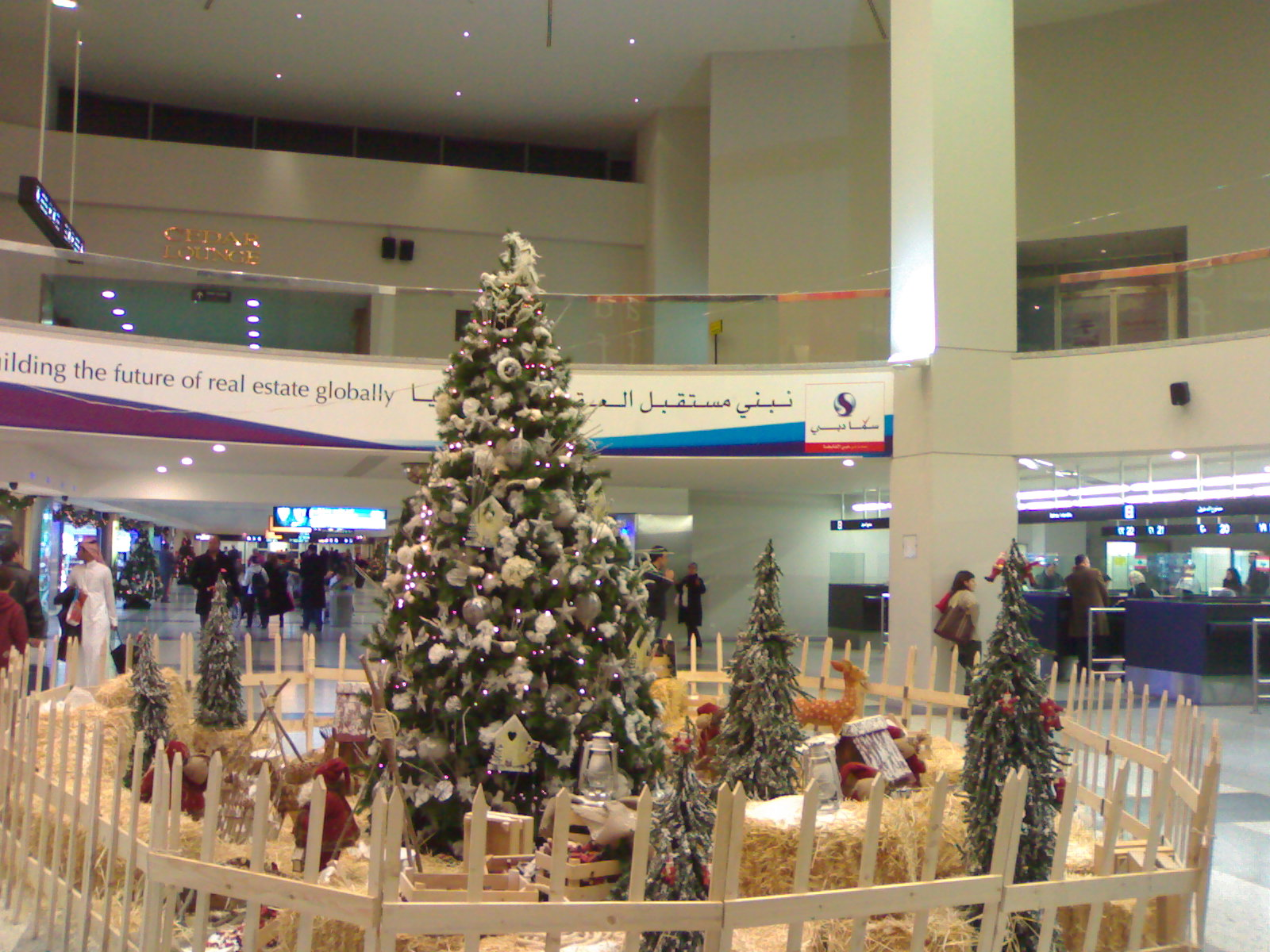
Il Duty Free a Natale

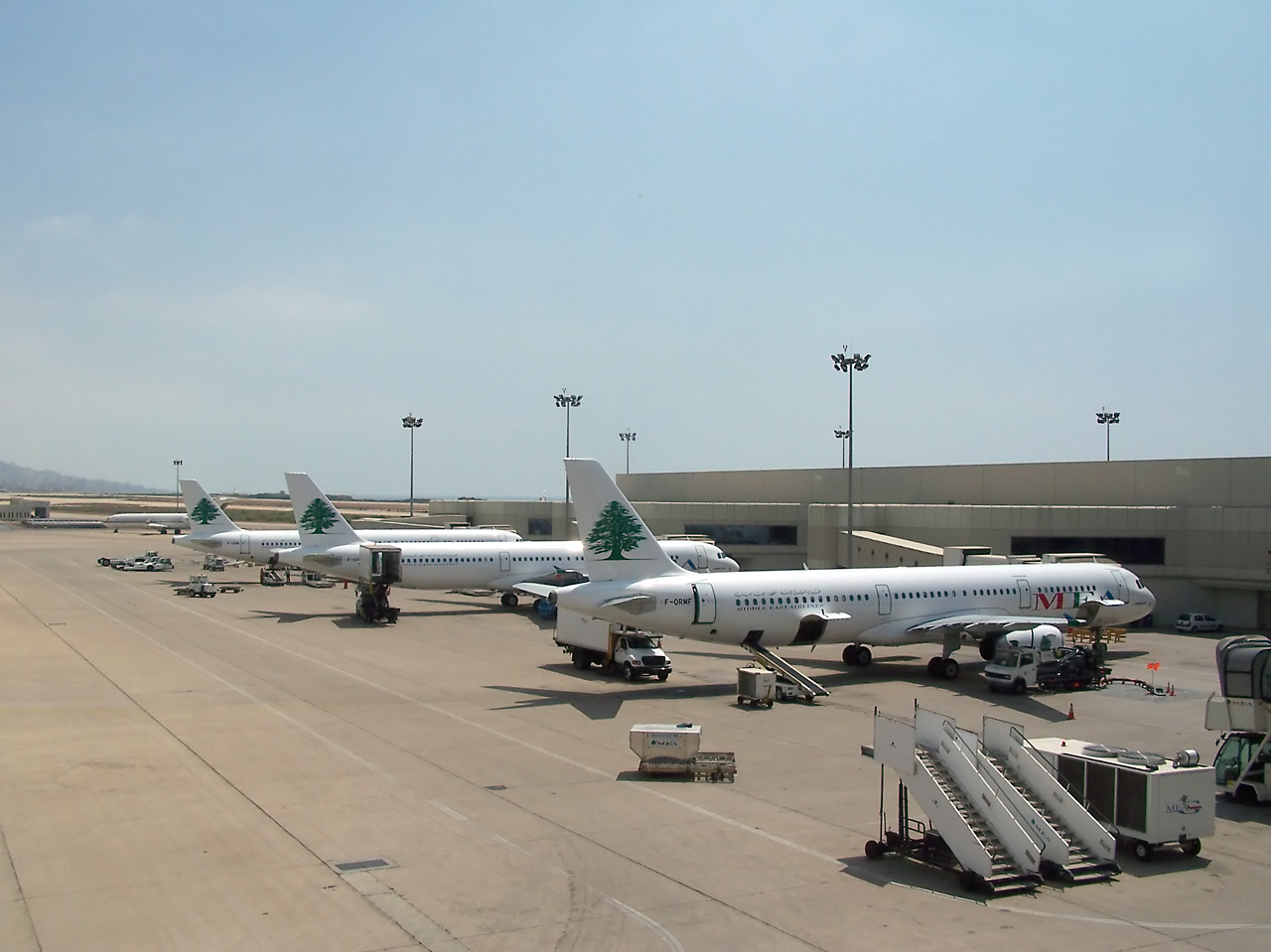
Velivoli della MEA parcheggiati presso l'ala ovest dell'aeroporto

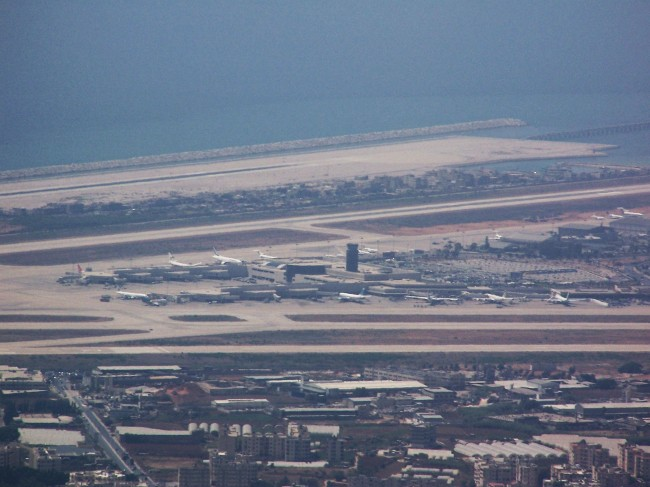
Vista dell'aeroporto

L'Aeroporto Internazionale di Beirut Rafic Hariri è un aeroporto situato a 9 km dal centro di Beirut, in Libano.
L'aeroporto è hub per la compagnia aerea libanese Middle East Airlines (compagnia di bandiera) (conosciuta generalmente come MEA).
Le rotte più trafficate sono quelle da e verso Parigi-Charles de Gaulle, London-Heathrow, Roma-Fiumicino e Francoforte sul Meno.